# Loch Maree
Loch Maree (Schots-Gaelisch: Loch Ma-ruibhe) is een meer in het noordwesten van Schotland. Met een oppervlakte van 28,6 km² is het het op drie na grootste meer van Scotland en het grootste meer ten noorden van Loch Ness.
In Loch Maree liggen 5 grote beboste eilanden en meer dan 25 kleinere eilanden. Op Isle Maree (Schots-Gaelisch: Eilean Maolruibhe) staan de ruïnes van een kapel gebouwd in de 8ste eeuw voor St. Máelrubai die in 672 in Applecross een abdij stichtte. Tevens staat er een wensboom.